# Збірник наукових праць. Серія «Галузеве машинобудування, будівництво»
«Збірник наукових праць Полтавського національного технічного університету імені Юрія Кондратюка». Серія «Галузеве машинобудування, будівництво» — фахове періодичне видання в Україні. ISSN 2409-9074 (print) ISSN 2518—1106 (Online)
Свідоцтво про державну реєстрацію: КВ 8974, від 15.07.2004 р. Фахова реєстрація у ДАК України: Постанова № 1-05/4 від 14.10.2009; Бюлетень ВАК України, № 4, 1999 р.; Наказ МОН України від 06.11.2014 № 1279. Періодичність: 2 рази на рік. Мова видання: українська, російська, англійська.
Друкує статті в галузі машинобудування, автомобільного транспорту та механізації будівельних робіт; із проектування, зведення, експлуатації та реконструкції будівельних конструкцій, будівель і споруд; їх основ та фундаментів; будівельної фізики та енергоефективності будівель і споруд.
Рік заснування: 1999.
Видання включене до наукометричних баз даних: Index Copernicus та ін.